# Різанина в Цуяма
35°09′21″ пн. ш. 134°02′17″ сх. д. / 35.15583333° пн. ш. 134.03805556° сх. д.
Різанина в Цуяма — массове вбивство що відбулося 21 травня 1938 р. в поселенні Кайо, розташованому біля міста Цуяма.
Скоєне 21-річним Муцуо Тої що вбив 31 людину (включно зі своєю бабусею) і важко поранив ще трьох після чого покінчив життя самогубством.

## Події
Спочатку, вечері 20 травня Муцуо Тої перерізав лінію електропередач по якій в Кайо надходила електрика залишивши таким чином село без світла. Потім (приблизно о пів на другу ночі на 21) він відрубав своїй 76-річній бабусі голову сокирою. Після цього вбивця закріпив на голові 2 ліхтаря і озброївшись дробовиком Браунінга, сокирою та катаною пішов по сусідських будинках вбиваючи всіх тих кого зустрів на шляху. Протягом наступних півтора годин йому вдалося вбити ще 29 осіб (27 померли відразу, ще 2 отримали важкі поранення і померли пізніше) — приблизно половину жителів селища.
На світанку Мацуо Тої наклав на себе руки вистріливши собі в груди в найближчому лісі.

## Мотиви
Муцуо Тои (яп. 都井睦雄 Тої Мацуо) (5 березня 1917 — 21 травня 1938) — народився в префектурі Окаяма в заможній родині. Його батьки померли від туберкульозу коли він був ще дитиною, тому Муцуо і його сестру виховувала бабуся. Хоча спочатку Муцуо був товариською дитиною, в 17 років після того як його сестра вийшла заміж він став замкнутим.
Муцуо брав участь в йобаї — традиційному японському заході в ході якого дівчата вступали в добровільне злягання з чоловіками. У травні 1937 року у нього був діагностований туберкульоз (який тоді вважався невиліковною хворобою) і дівчата стали відмовляти йому.
Муцуо Тої залишив передсмертну записку в якій повідомив, що скоїв вбивства з бажання помсти до тих хто відкинув його і що він убив свою бабусю бо не хотів щоб вона жила з клеймом «бабусі вбивці».